# Koscinka (obwód mohylewski)
Koscinka (biał. Косцінка; ros. Костинка) – wieś na Białorusi, w obwodzie mohylewskim, w rejonie mohylewskim, w sielsowiecie Machawa.